# TMZ

로고

TMZ는 미국의 가십 웹 사이트이다. 폭스 코퍼레이션의 자회사다.